# 차플리긴 문제
차플리긴 문제는 일정한 풍속 안에서 운행하는 비행기의 자취가 가능한 최대의 영역을 둘러싸려면 어떻게 운행해야 하는지를 묻는 문제이다. 이때 비행기의 속도는 일정한 대기속도(대기에 대한 상대속도)이다. 세르게이 차플리긴의 이름을 딴 것이다.
해답은 타원이며, 이심률은 풍속/대기속도이며, 장축은 바람에 수직해야 한다. 

## 같이 보기
- 등주부등식